# Eckstein Frigyes
Eckstein Frigyes, ehrenfeldi (Kolozsvár, 1803. szeptember 13. – Pest, 1859. június 20.) orvos.

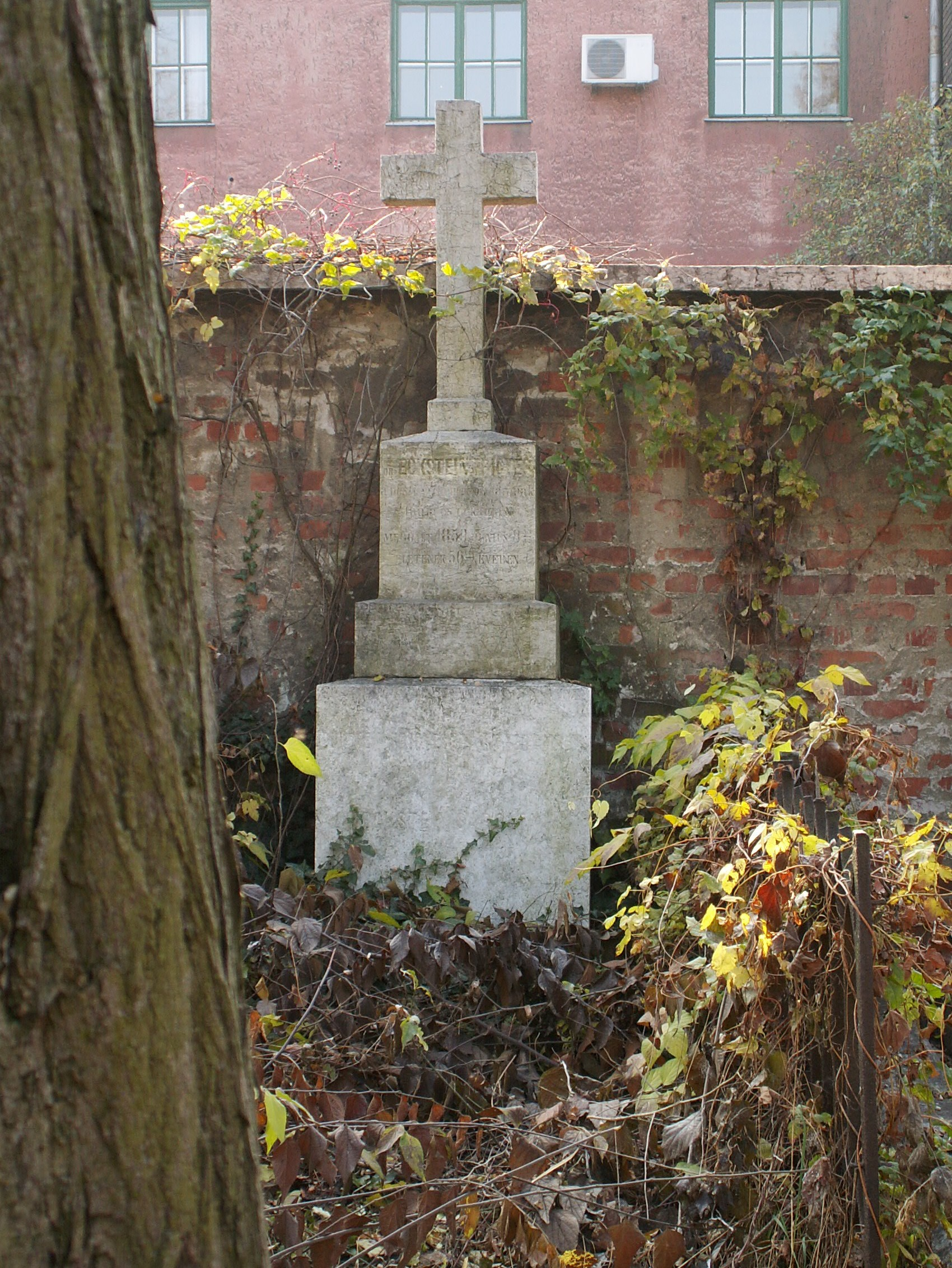
Sírja a Fiumei úti sírkertben

## Élete
Eckstein János (1751–1812) királyi líceumi orvostanár és Bergmann Jozefa (1780–1839) fia volt. Apját 1812-ben elvesztette, anyja gondjaira és vezetésére volt bízva és már 5 éves korától fogva Pesten nevekedett, ahol hatéves gimnáziumi és hároméves filozófiai tanfolyam után az orvosi pályára lépett. 1825 novemberében az egyetemi kórháznál segéd lett és 1826. január 21.-én orvosdoktorrá avatták. Ezután gyakorló orvos lett és a fővárosban a legkeresettebb orvosaink közé tartozott; részt vett az 1831-ben alapított Orvosi Tár munkálataiban. A kereskedelmi Casinóban felolvasást tartott a koleráról. 1839-ben Eötvös József báró társaságában utazott és Németországnak egy részét bejárta, majd barátját és útitársát elkísérte Karlsbadba. Hazaérkezte után mint az orvosegylet megválasztott elnöke 1839 októberében utazási tapasztalatairól székfoglalót tartott. Az orvosok és természetvizsgálóknak 1841 tavaszán tartott első nagy gyűlésén felhivta orvostársait a Magyarország orvosi helyrajzának közös kidolgozására. A kórbonctan vizsgálatait, különösen az akkor újabb sejtszöveti kórtant nagy szorgalommal tanulta. 1841-ben a megürült gyakorló orvosi tanszékre pályázni akart, de betegsége miatt ezen szándékában meggátoltatott. 1844-ben a magyar királyi egyetem orvosi karának dékánja volt. 1848-ban a magyar kormány mellett mint egészségügyi tanácsos működött és ezen szolgálatban még 1849-ben is megmaradt. 1848. október 27-étől Sauer Ignác mellett tagja volt a Pólya József elnökségével megalakított kolera elleni védekezést irányító háromtagú bizottmánynak.
2004 óta védett sírja a Fiumei úti sírkertben található (Jobb oldali falsírboltok, J-337), a Nemzeti Sírkert része.

## Írásai
Orvosi cikkei az Orvosi Tárban: (1831. Méhen kívüli hasterhesség, A járványos cholera okai, különös tekintettel annak eredetére Pesten, A rejtett, különösen pedig az üres fekélyekről; 1832. A síp fekélyekről, A magyarországban 1826-tól fogva uralkodó váltóláz, Az ibolónak használatáról a görvélyekben és könyvismertetések; 1833. Az 1833–34. hurutos járvány, 1838. Budapesti vizáradás 1838-ban orvosi tekintetben; 1839. Töplitz, Karlsbad, Marienbad, Gastein, Ischl 1839-ben; 1840. A budapesti idő- és kórjárat 1841-ben novemberben, A németországi élettani tapasztalatok gyógygyakorlatra alkalmaztatásáról; 1846. A lefolyt 1845. utolsó évnegyedben uralkodott idő- és kórjáratról); az Orvosi Hetilapban (1857. Élettani gyógyszerkisérletekről, kivált ezek szükségéről és módjáról; 1858. Frerichs: Klinik der Leberkrankheiten ismertetése; 1859. A kötállomány sejtjeiről élettani szempontból.)

## Munkái
- Dissertatio inaug. medica sistens memorabilia clinica anno scholastico 1825 in nosocomio academico r. s. universitatis Hungaricae collecta habito imprimis respectis typhi contagiosi. Pestini, 1825.
- Die epidemische Cholera. Beobachtet in den Monaten Juli, August u. September 1831. Pest u. Leipzig, 1832. (Ism. Hecker, Literarische Annalen der gesammten Heilkunde.)

Hátrahagyott kéziratai: A váltólázat illető jegyzetek a m. kir. helytartótanács levéltárából és egy kidolgozott értekezés a váltólázról; A gyógyszerek hatásáról az egészséges emberre, számos jegyzetek különbféle munkákból; A sejtszöveti kórtanból, különösen Virchow munkáiból bő kivonatok; Kivonatok az élettanból, különösen az idegrendszer működéséről; Orvosi naplókönyvének egyes kivonatai; A phrenologiához tartozó számos jegyzetek.